# Шаховской, Пётр Михайлович
Князь Пётр Михайлович Шаховской (?—1605) — голова, воевода и боярин во времена правления Ивана IV Васильевича Грозного, Фёдора Ивановича и Бориса Годунова.
Из княжеского рода Шаховские. Старший сын князя Михаила Васильевича Шаховского. Имел младшего брата князя Мирона Михайловича Шаховского.

## Биография
В 1581 году на бракосочетании царя Ивана Грозного с Марией Фёдоровной Нагово был в свадебном поезде. Осенью 1585 года послан воеводою Сторожевого полка в Новый-царёв город с запасами и снарядом (артиллерией). В 1590 году голова для рассылок с приказами в шведском походе. В 1591-1594 годах второй воевода в Терках. В 1597 году второй воевода в Пелыме, где прежде всего задумал привести в должный вид крепость и гарнизон, о чём писал царю Фёдору Ивановичу о плохом состоянии недостроенной городской стены, башен и рвов, о плохом качестве пищалей и 12 стрельцов, составляющих гарнизон. В отвел получил царскую грамоту с приказанием всё исправить и привести в порядок, но каким способом, о том умалчивалось. Есть основание полагать, что князь Шаховской воспользовался лесом, который остался без употребления в следствии упразднения Лозвинского городка и был сплавлен по воде. Впервые при князе Петре Михайловиче была взята в Пелыме десятинная пошлина с сибирских товаров, проходивших этим путём в Россию.
В 1598 году подписался в грамоте об избрании на царство Бориса Годунова. В 1602 году третий, а в 1603-1604 годах второй воевода в Чернигове, а при нашествии Лжедмитрия I жителями города взят в плен и передан самозванцу. Князь Иван Михайлович Катырев-Ростовский в своей "Повести" называет князя Шаховского и другого черниговского воеводу князя Татева "крепкими поборниками" стоявшими за истину.
В 1605 году пожалован боярством и в этом же году умер.
Имел единственного сына князя Андрея Петровича Шаховского, в 1659-1660 годах участника Конотопского похода, в 1668 году упомянут жильцом, в 1678-1679 годах участник Чигиринского похода.
Умер в 1697 году.

## Критика
Князь Пётр Михайлович Шаховской отсутствует в поколенной росписи Родословной книги из собрания М.А. Оболенского, поданной в 1682 году в Палату родословных дел.